# Haxoniet
Het mineraal haxoniet is een ijzer-nikkel-carbide, met de chemische formule (Fe,Ni)23C6. Het mineraal wordt aangetroffen in ijzerhoudende meteorieten en in chondrulen. Haxoniet bezit een kubische kristalstructuur en is niet radioactief.
Haxoniet werd ontdekt in 1971 en werd vernoemd naar de Engelse metallurgist H.J. Axon. De typelocaties zijn in Mexico en in de staat Arizona (Verenigde Staten).